# Ninja Golf
Ninja Golf é um jogo eletrônico de Beat'em up de movimento de tela com simulação Golfe lançada para Atari 7800, em 1990. 

## Jogabilidade
O jogador começa a apontar sua bola em direção ao buraco na distância. Em seguida, o golfista ninja corre atrás da bola e ao mesmo tempo luta contra seus adversários no caminho, como: outros ninjas, toupeiras da terra, aves, sapos mutantes gigantes, tubarões, entre outros.
Os adversários aparecem em determinados ambientes. Tubarões aparece dentro de águas perigosas, cobras são encontradas em areias, e os ninjas são encontrados em qualquer ambiente, até debaixo d'agua.